# Crevant-Laveine
Crevant-Laveine ist eine zentralfranzösische Gemeinde (commune) mit 964 Einwohnern (Stand: 1. Januar 2022) im Département Puy-de-Dôme in der Region Auvergne-Rhône-Alpes. Die Gemeinde gehört zum Arrondissement Thiers und zum Kanton Lezoux.

## Lage
Crevant-Laveine liegt etwa 27 Kilometer nordöstlich von Clermont-Ferrand am Allier, der die Gemeinde im Westen und Nordwesten begrenzt. Umgeben wird Crevant-Laveine von den Nachbargemeinden Luzillat und Vinzelles im Norden, Noalhat im Nordosten, Dorat im Osten, Orleat im Südosten, Bulhon im Süden, Culhat im Süden und Südwesten, Joze im Südwesten sowie Maringues im Westen und Nordwesten.

## Bevölkerungsentwicklung
| Jahr                       | 1962 | 1968 | 1975 | 1982 | 1990 | 1999 | 2008 | 2013 |
| Einwohner                  | 657  | 662  | 689  | 713  | 764  | 828  | 954  | 958  |
| Quellen: Cassini und INSEE |      |      |      |      |      |      |      |      |

## Sehenswürdigkeiten
- Kirche
- Schloss Montagne

## Persönlichkeiten
- Patrick Depailler (1944–1980), Automobilrennfahrer, am Hockenheimring tödlich verunglückt, hier begraben